# Georg Hermann Quincke

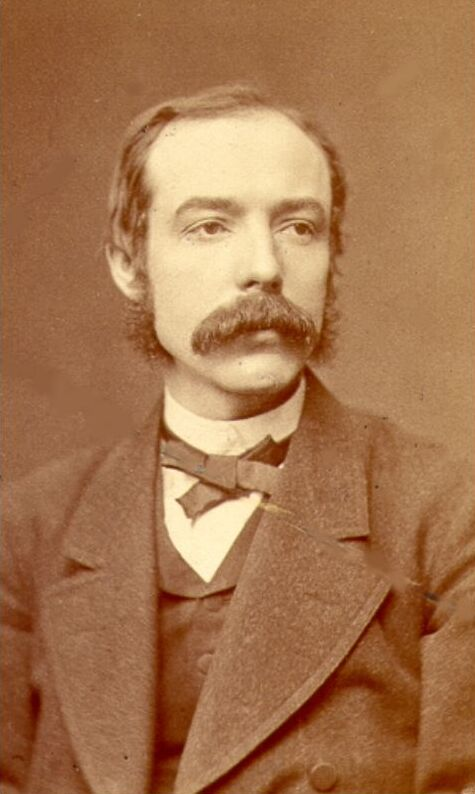
Georg Hermann Quincke

Georg Hermann Quincke (Frankfurt (Oder), 19 november 1834 – Heidelberg, 13 januari 1924) was een Duits natuurkundige.

## Biografie
Georg was de oudste zoon van de prominente arts Hermann Quincke. Zijn doctoraat verkreeg hij in 1858 in Berlijn, nadat hij eerder gestudeerd had in Koningsbergen en Heidelberg. Hij werd in 1859 privaatdocent in Berlijn, in 1865 hoogleraar in Berlijn en in 1872 hoogleraar in Würzburg. Van 1875 tot aan zijn pensioen in 1907 was hij hoogleraar in de natuurkunde aan de Universiteit van Heidelberg. 
Hij verrichtte onderzoek naar de interferentie van licht en de reflectie van metalen.  Hij ontwikkelde de capillaire elektrometer en verbeterde de tangentenboussole.  Hij is verder bekend door zijn akoestische experimenten, waaronder de proef van Quincke, waarmee de interferentie van geluidsgolven kan aangetoond worden.

## Proef van Quincke

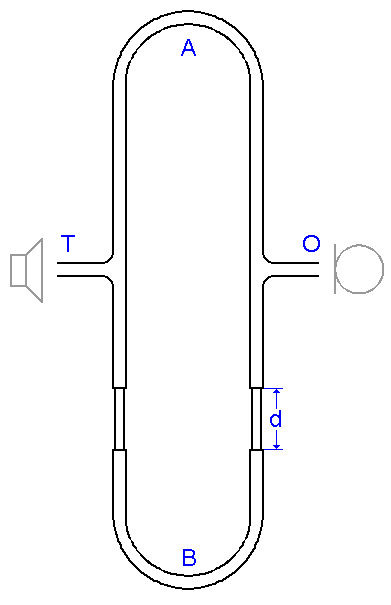
Proef van Quincke

Bij dit experiment wordt gebruikgemaakt van een rondlopende buis met een vast deel A en een uitschuifbaar deel B. Op één punt (T) wordt een bepaalde toon toegevoerd en op een ander punt (O) wordt geluisterd. De lengte van buis B wordt dan zodanig gevarieerd (d) dat er in het punt O door de optredende interferentie een minimum aan geluid te horen is. De geluidsgolven die via elk van de buizen bij O aankomen, hebben dan een tegengestelde fase en heffen elkaar dus op. Aan de hand hiervan kan, door het verschil in lengte van de buisdelen A en B te meten, de golflengte van de toegevoerde geluidsgolf worden bepaald.

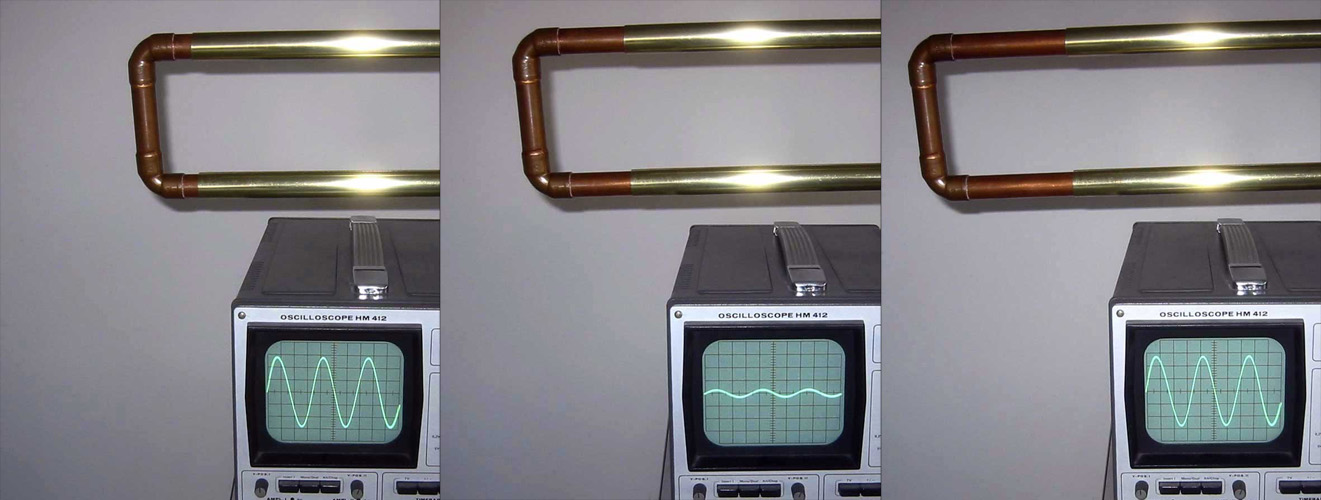
Proef van Quincke met moderne hulpmiddelen

Als de totale oppervlakte van de doorsneden van de buizen constant blijft vanaf het beginpunt (T) tot het eindpunt (O), met gelijke oppervlakte van de doorsnede van de buizen A en B, dan doet een eerste minimum zich voor bij {\displaystyle l_{B}-l_{A}=2d={\frac {\lambda }{2}}} of {\displaystyle d={\frac {\lambda }{4}}} en het volgende minimum bij {\displaystyle d={\frac {\lambda }{2}}-l_{A}} waarin {\displaystyle \lambda } de golflengte van de toon voorstelt.
De proef kan met eenvoudige middelen worden uitgevoerd zoals bijgaande afbeelding toont. De luidspreker wordt op een toongenerator aangesloten en het versterkte microfoonsignaal wordt zichtbaar gemaakt met een oscilloscoop.